# Rodolfo Brenner
Rodolfo Roberto Brenner (Banfield, Buenos Aires; 17 de julio de 1922-Ciudad Autónoma de Buenos Aires, 3 de julio de 2018) fue un químico argentino especializado en el estudio de lípidos.

## Biografía
Sobresaliente ya como estudiante, Rodolfo R. Brenner egresó en 1940 del Colegio Nacional de Buenos Aires ganando tres medallas de oro por su desempeño.  En 1946 se graduó de Doctor en Química en la Facultad de Ciencias Exactas, Físicas y Naturales (FCEFyN) de la Universidad de Buenos Aires (UBA), obteniendo otra medalla de oro como mejor egresado. Su primer contacto con los lípidos fue en su tesis doctoral «Composición química de aceites de oliva argentinos», en la que fue dirigido por el Profesor Doctor Pedro Cattaneo.
Entre 1946 y 1954 se desempeñó en la Cátedra de Bromatología y Análisis Industriales de la FCEFyN, inicialmente como Ayudante Diplomado y luego como Profesor Docente Autorizado. Paralelamente, estuvo a cargo de Sección de Toxicología Industrial en el Instituto de Investigaciones Médico-Tecnológicas y el Instituto de Higiene Pública. En esta primera etapa estudió la composición de lípidos de varios peces de río, tema en el que dirigió 5 tesis doctorales y publicó una docena de trabajos originales, principalmente en los Anales de la Asociación Química Argentina y en Industria & Química.
En 1954 obtuvo una beca postdoctoral del British Council para trabajar sobre «química y bioquímica de lípidos» con el Profesor John A. Lovern en el Torry Research Institute de Aberdeen en Escocia. A su regreso, obtuvo por concurso el cargo de Profesor Titular de la Cátedra de Bioquímica de la Facultad de Ciencias Médicas de la Universidad Nacional de La Plata (UNLP) en el que se desempeñó hasta 1988. En el contexto de esta cátedra, formó un grupo de investigación que ya a mediados de la década del 60 llegó a tener un amplio reconocimiento internacional, en especial por sus trabajos sobre la biosíntesis de ácidos grasos poli-insaturados. Al crearse en 1961 la Carrera del Investigador Científico del Consejo Nacional de Investigaciones Científicas y Técnicas (CONICET), ingresó como Investigador Independiente y tras sucesivas promociones llegó a ser Investigador Superior en 1973.
Fecundo formador de investigadores, dirigió 45 tesis doctorales. Es autor de más de 300 trabajos científicos publicados en revistas nacionales e internacionales, y de otros tantos trabajos comunicados en diferentes congresos y reuniones científicas. Dictó más de 150 conferencias en diferentes países de América, Europa y Asia.
En reconocimiento a su labor y trayectoria, ha recibido más de 30 premios entre los que merecen destacarse: Premio de la Fundación Campomar en 1972; Premio Herrero Ducloux de la Academia Nacional de Ciencias Exactas, Físicas y Naturales en 1974; Premio Konex otorgado a los 5 mejores bioquímicos de Argentina en 1983; Medalla de Oro "G. Burns and Von Euler" otorgada en Londres en 1985; Premios "Alfredo Sordelli" en 1985 y "JJ Kyle" en 1990 de la Asociación Química Argentina; Supelco AOCS Research Award de la American Oil Chemists’ Society en Baltimore en 1990; TWAS 2001 Award in Basic Medical Sciences de la Academia de Ciencias del Tercer Mundo en Nueva Delhi, India, 2002; Premio "Houssay" Trayectoria 2009 en el área Química, Bioquímica y Biología Molecular en Buenos Aires, 2010.; y la "Distinción Investigador de la Nación Argentina" también en 2010. Fue Socio Honorario de la Sociedad de Biología de Tucumán desde 1987, de la Sociedad Argentina de Investigaciones Bioquímicas (SAIB) desde 1990, y de la Sociedad Argentina de Biofísica (SAB) también desde 1990. Un estudio realizado por la Universidad de Standford en el 2020 utilizando indicadores de citas estandarizados ubicó al doctor Rodolfo R. Brenner entre el 2% de los mejores investigadores del mundo en su respectiva disciplina.
Fue Investigador Superior Emérito del CONICET y Profesor Titular Emérito de la UNLP. Académico titular de la Academia Nacional de Ciencias Exactas, Físicas y Naturales; de la Academia Nacional de Ciencias de Buenos Aires; y de la Academia Nacional de Farmacia y Bioquímica; además de Académico Correspondiente de la Academia de Medicina de Córdoba.
Fue también muy destacable su fructífera actuación en la gestión y promoción tanto de la ciencia como de la enseñanza universitaria. En 1965, junto con los doctores Luis F. Leloir, Andrés Stoppani y Federico Cumar, creó la Sociedad Argentina de Investigaciones Bioquímicas (SAIB), de la que fue su Presidente en el período 1971-72. Fue Director Consejero del CONICET, Consejero y Decano substituto de la Facultad de Ciencias Médicas de la UNLP, y miembros de diversas comisiones científicas y académicas de CONICET, UNLP, UBA y la Comisión de Investigaciones Científicas (CIC) de la Provincia de Buenos Aires. Fue el representante sudamericano en el Steering Committe de la International Conferences on the Bioscience of Lipids (ICBL). Entre sus logros y obras, una de las más importantes es la creación en 1982 y posterior consolidación del Instituto de Investigaciones Bioquímicas de La Plata (INIBIOLP), unidad ejecutora dependiente de CONICET y UNLP de la que fue su Director hasta 2003. Desde 2015, esta institución se denomina “Prof. Dr. Rodolfo R. Brenner” en reconocimiento a su trayectoria.